# Alfons d'Aragó (bisbe)
Alfons d'Aragó (València 1455-Tarragona 1514). Bisbe de Tortosa (1475-1512); President de la Generalitat de Catalunya (1500-1503), arquebisbe de Tarragona (1513-1514).
Era fill bastard de l'homònim Alfons d'Aragó, comte de Ribagorça i primer duc de Vilafermosa i Estenga Conejo. Era germà de Joan d'Aragó, president de la Generalitat en el període 1512-1515.
Va ser nomenat bisbe de Tortosa per Sixt IV en 1475 quan tenia vint anys. Va jurar el càrrec el 19 de juliol de 1476 davant Pero Ximénez de Urrea, arquebisbe de Tarragona. Absent quasi de forma continuada del seu bisbat, des de 1485 residirà habitualment a València, on construeix la seva residència, a la que qual concedirà fur territorial per poder-hi administrar el bisbat.
És nomenat president de la Generalitat el 22 de juliol de 1500
En 1513, i per intercessió del seu oncle Ferran el Catòlic, substituí a Gonzalo Fernández de Heredia, mort en 1511, al front de l'arquebisbat de Tarragona.
Va tenir un mandat curt, ja que morí el 26 d'agost de 1514.